# Челси Нобл
Че́лси Нобл (англ. Chelsea Noble), настоящее имя — Нэ́нси Мю́ллер (англ. Nancy Mueller; 4 декабря 1964, Чиктовага, Нью-Йорк, США) — американская актриса.

## Биография
Нэнси Мюллер (настоящее имя Челси Нобл) родилась 4 декабря 1964 года в Чиктоваге (штат Нью-Йорк, США) в семье Фреда и Айрин Мюллер, став одной из двух детей в семье, у неё есть брат Дэвид Мюллер.
Окончила «Maryvale High School» и «State University of New York at Geneseo».

## Карьера
Под псевдонимом Челси Нобл она снялась в 19-ти фильмах и телесериалах в период своей 17-летней кинокарьеры, длившейся в 1988—2005 года.

## Личная жизнь
С 20 июля 1991 года Челси замужем за актёром Кёрком Кэмероном (род.1970), с которым встречалась с сентября 1987 года и помолвилась на Рождество 1988-го года. У супругов есть шестеро детей, четверо старших — приёмные и двое младших — биологические: Джек Кэмерон (род.04.03.1996), Изабелла Кэмерон (род.11.04.1997), Анна Кэмерон (род.19.10.1998), Люк Кэмерон (род.12.05.2000), Оливия Роуз Кэмерон (род.18.07.2001) и Джеймс Томас Кэмерон (род.13.04.2003).

## Избранная фильмография
| Год       |   | Русское название | Оригинальное название | Роль                    |
| --------- | - | ---------------- | --------------------- | ----------------------- |
| 1988      | с | Полный дом       | Full House            | Саманта                 |
| 1988      | с | Дни нашей жизни  | Days of Our Lives     | Кристина Андрополус № 1 |
| 1988—1989 | с | Кто здесь босс?  | Who's the Boss?       | Синтия                  |
| 1989      | с | Весёлая компания | Cheers                | Лори Марлоу             |
| 1997      | с | Сайнфелд         | Seinfeld              | Даниэль                 |